# Killers (darts)
Killers is een vorm van darten, waarbij het doel is je tegenstander te killen ofwel uit te gooien.

## Spelverloop
Bij killers is het de bedoeling om eerst vol te gooien. Het getal dat je vol moet gooien wordt bepaald door met je zwakke arm op het bord te gooien, het getal dat je raakt (de bull doet ook mee) is dan het getal dat je het hele spelverloop houdt. Als je vijf punten op jouw getal gegooid hebt, heb je vol gegooid.
Zodra een speler vol is, mag hij proberen de punten van de andere speler af te gooien. Zodra een speler bij 0 is beland, is hij dood. Heeft een speler bijvoorbeeld 4 punten, en zijn tegenstander gooit er 3 af, dan mag de speler opnieuw proberen vol te gooien. Zodra hij vol is, mag hij op zijn beurt weer de tegenstander proberen dood te gooien.

## Puntentelling
Elke eerste worp in een willekeurig getal levert minimaal 1 punt op. Als er in de double of triple wordt gegooid, levert dat respectievelijk 2 en 3 punten op. Als een speler bijvoorbeeld 3 punten heeft, en hij gooit een triple, dan is hij vol. Het zesde punt wordt niet meegerekend. Als zijn tegenstander er punten af gooit, telt men vanaf 5 .

## Varianten
Er bestaat ook een andere variant. Deze zogenaamde "tiro demasiado" variant houdt in dat je exact op 5 moet uitkomen. Als een speler bijvoorbeeld op 4 staat en een tripple gooit, krijgt hij er een bij, maar gaan de resterende twee er weer af. Deze variant is overgewaaid vanuit Midden-Mexico.
Als laatste mag de cuatro tácticas niet ongenoemd blijven. De letterlijk vertaalde "vier tactiek" voegt een extra tactisch, maar bovenal didactisch spelelement toe. De exacte uitleg van de tactiek is niet zomaar uitgelegd maar kortweg komt het erop neer dat vele handen licht werk maken.